# Landtag della Baviera

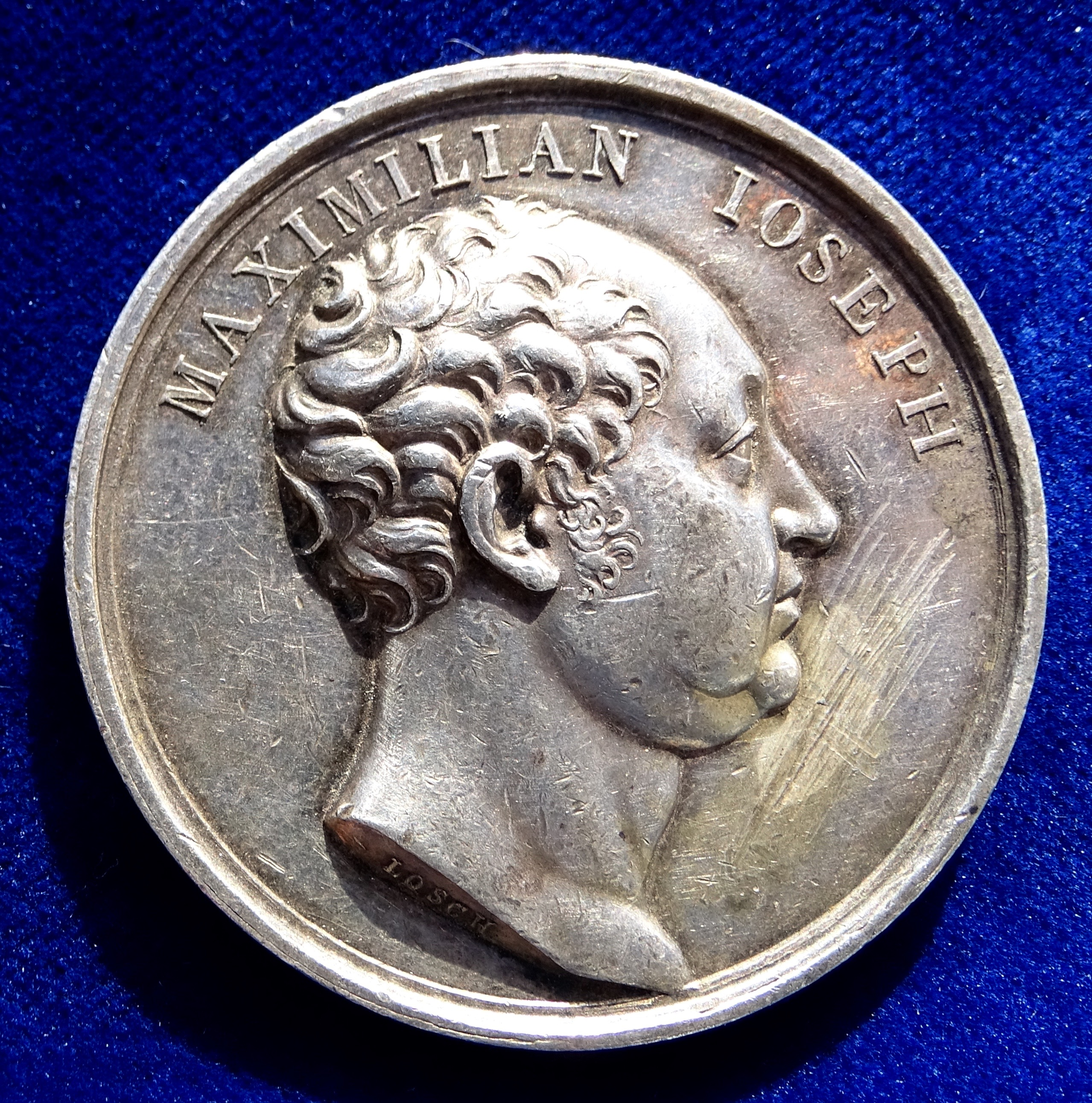
Medaglia di presentazione del parlamento bavarese (Bayerische Ständeversammlung) del 1819 al Re Massimiliano I Giuseppe, al primo anniversario della costituzione del 1818.

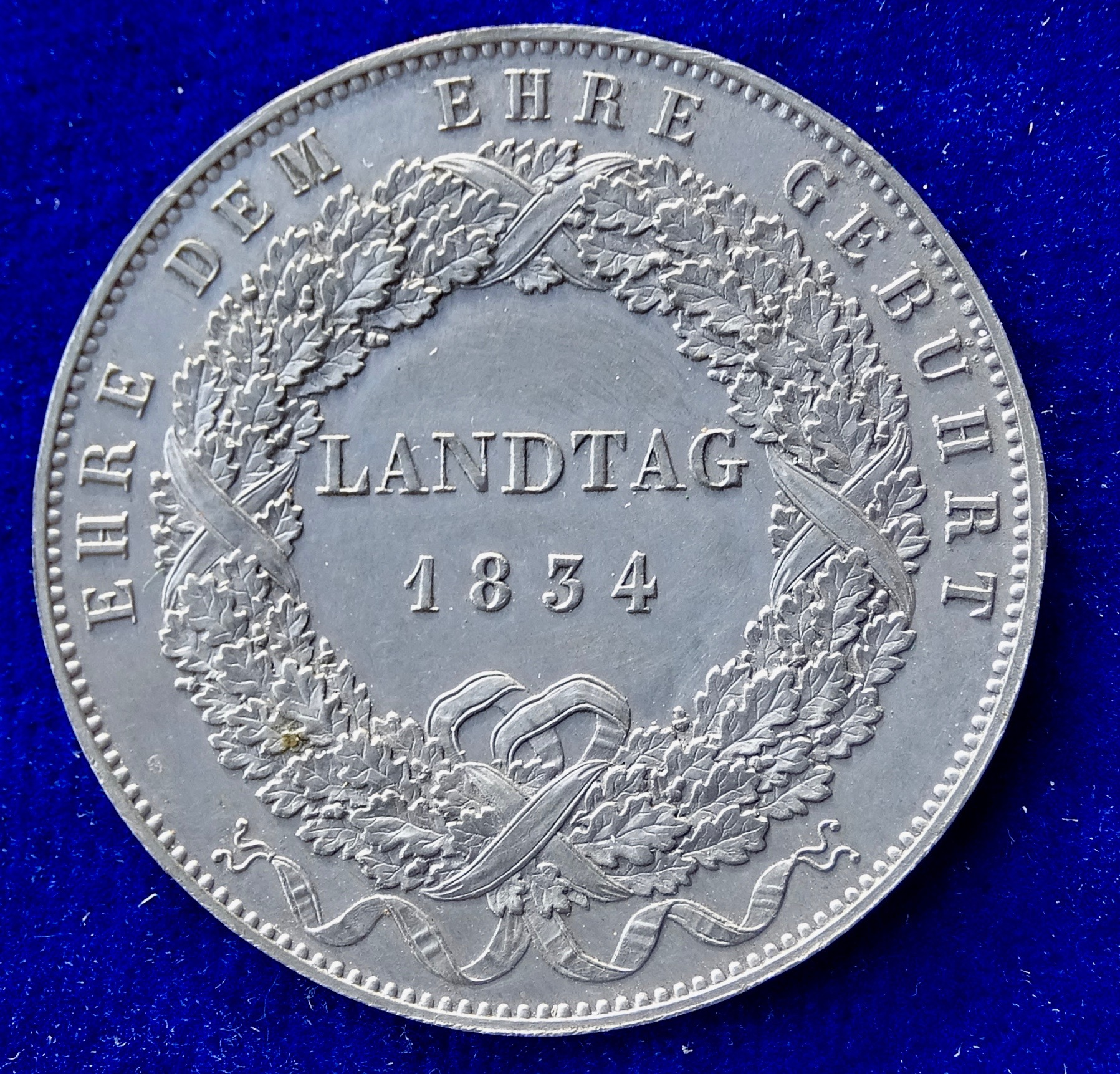
Thaler bavarese del 1834, Dieta del Regno (Landtag).

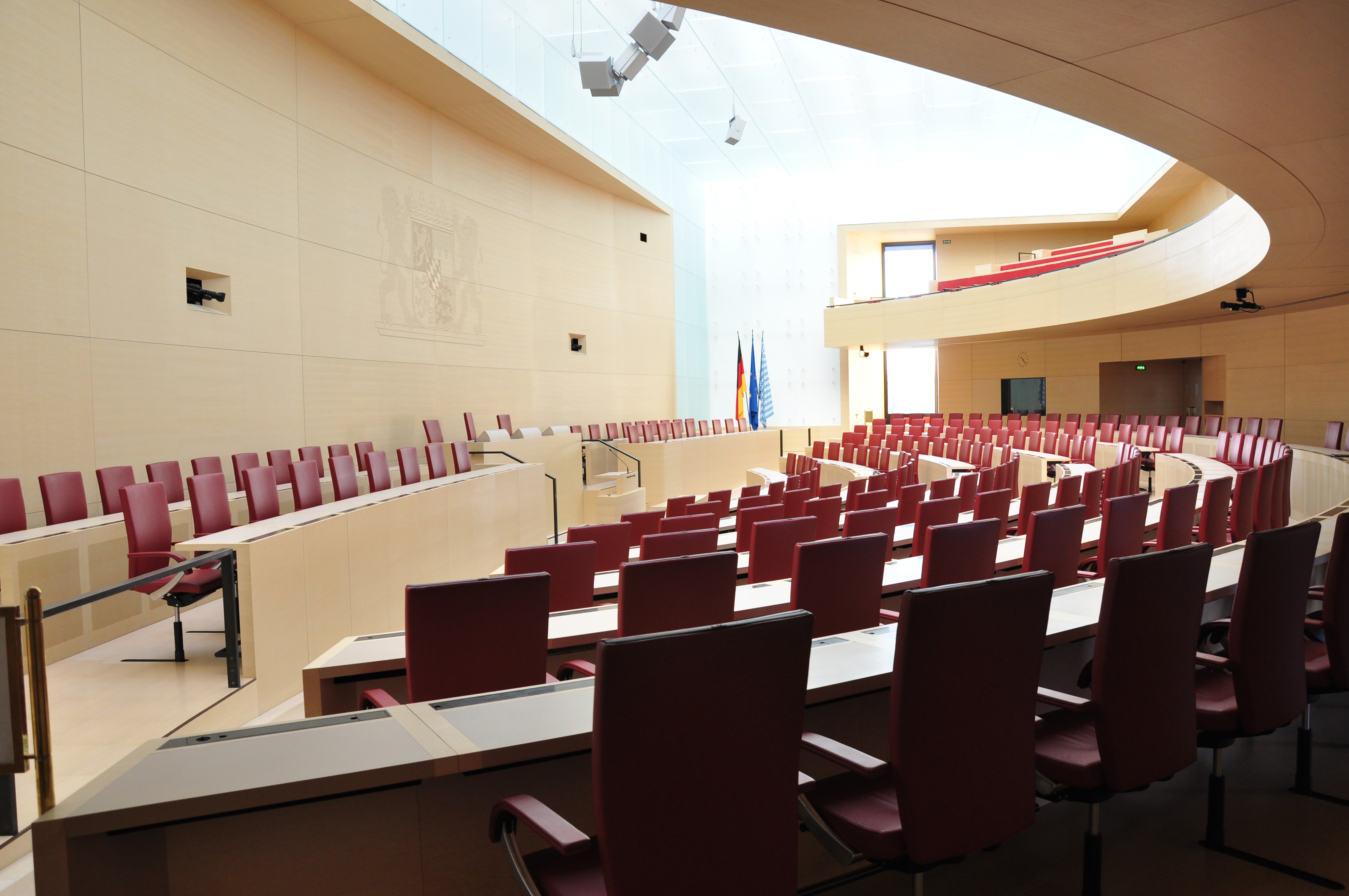
Landtag della Baviera.

Il Landtag della Baviera (letteralmente Dieta statale della Baviera, in tedesco: Bayerischer Landtag) è l'assemblea legislativa monocamerale dello stato federato tedesco della Baviera. La sede del parlamento è il Maximilianeum di Monaco di Baviera.
Le elezioni al Landtag si svolgono ogni cinque anni e devono essere condotte di domenica o nei giorni festivi. Le elezioni devono tenersi non prima di 59 mesi e non oltre 62 mesi dopo quello precedente, a meno che il Landtag non sia stato sciolto.
Le ultime elezioni del Landtag bavarese si sono svolte il 14 ottobre 2018.

## Storia
Il Landtag della Baviera fu fondato nel 1818, nel Regno di Baviera. In origine era chiamato Ständeversammlung ed era diviso in una casa superiore, la Kammer der Reichsräte (camera dei consiglieri imperiali) e una casa inferiore, la Kammer der Abgeordneten (camera dei deputati). Nel 1834 la Ständeversammlung fu ribattezzata Landtag (dieta statale).
Nella Repubblica di Weimar, dal 1919 in poi, sotto la Costituzione di Bamberg, la camera alta del Landtag fu abolita e la sua camera bassa divenne un'assemblea democratica monocamerale. Nel 1933, nella Germania nazista, il Landtag soffrì di Gleichschaltung (abbandono graduale) come tutti i parlamenti di stato tedeschi. Fu sciolto il 30 gennaio 1934.
Dopo la seconda guerra mondiale, fu promulgata la nuova Costituzione della Baviera e le prime elezioni per il nuovo Landtag si svolsero il 1º dicembre 1946. Tra il 1946 e il 1999 ci fu di nuovo una camera alta, il Senato della Baviera.

## Composizione del Landtag
Il Landtag bavarese viene eletto tramite rappresentanza proporzionale personalizzata con 90 collegi elettorali, ma a differenza del Bundestag, i sette distretti amministrativi servono come "regioni elettorali" con un numero fisso di seggi assegnati, vengono utilizzate liste regionali ei voti risultano in modo che contino anche quelli persi del collegio elettorale. Inoltre, i candidati alla circoscrizione di solito sono anche candidati alla lista del loro partito e quindi in grado di ottenere un numero sufficiente di voti per avere la possibilità di entrare nel Landtag attraverso la loro lista, anche se non potevano vincere il proprio collegio elettorale.
Il governo dello stato è formato dalla CSU. Günther Beckstein è stato ministro-presidente della Baviera dal settembre 2007, quando è succeduto a Edmund Stoiber, che era stato ministro-presidente dal 1998. Nell'ottobre 2008, Horst Seehofer è diventato l'attuale ministro. Il loro partito comune, la CSU, ha dominato il Landtag bavarese per quasi tutto il dopoguerra.
La vittoria elettorale del CSU nel 2003 è stata la prima volta nella storia della Repubblica federale di Germania secondo cui ogni partito aveva vinto la maggioranza dei due terzi dei seggi in un'assemblea di qualsiasi livello.
Cinque anni dopo, nel 2008, la CSU vide uno straordinario capovolgimento di fortune e non riuscì a conquistare la maggioranza dei seggi in Baviera per la prima volta in 46 anni. All'indomani di questo risultato, l'SPD ha diffuso l'idea che le altre quattro parti dovessero unirsi per formare un governo escludendo la CSU, poiché aveva "perso il mandato per governare". Il FDP non era interessato.

## Risultati delle elezioni (1946-2018)
| Anno | CSU  | SPD  | B'90/Grüne | KPD | FDP | BP   | BHE DG | GB BHE | NPD | WAV | REP | FW   | ÖDP | AfD  |
| ---- | ---- | ---- | ---------- | --- | --- | ---- | ------ | ------ | --- | --- | --- | ---- | --- | ---- |
| 1946 | 58,3 | 28,8 | —          | 5,3 | 2,5 | —    | —      | —      | —   | 5,1 | —   | —    | —   | —    |
| 1946 | 52,3 | 28,6 | —          | 6,1 | 5,7 | —    | —      | —      | —   | 7,4 | —   | —    | —   | —    |
| 1950 | 27,4 | 28,0 | —          | —   | 7,1 | 17,9 | 12,3   | —      | —   | —   | —   | —    | —   | —    |
| 1954 | 38,0 | 28,1 | —          | —   | 7,2 | 13,2 | —      | 10,2   | —   | —   | —   | —    | —   | —    |
| 1958 | 45,6 | 30,8 | —          | —   | 5,6 | 8,1  | —      | 8,6    | —   | —   | —   | —    | —   | —    |
| 1962 | 47,5 | 35,3 | —          | —   | 5,9 | 4,8  | —      | 5,1    | —   | —   | —   | —    | —   | —    |
| 1966 | 48,1 | 35,8 | —          | —   | 5,1 | 3,2  | —      | —      | 7,4 | —   | —   | —    | —   | —    |
| 1970 | 56,4 | 33,3 | —          | —   | 5,6 | 1,3  | —      | —      | —   | —   | —   | —    | —   | —    |
| 1974 | 62,1 | 30,2 | —          | —   | 5,2 | 0,8  | —      | —      | —   | —   | —   | —    | —   | —    |
| 1978 | 59,1 | 31,4 | —          | —   | 6,2 | 0,4  | —      | —      | —   | —   | —   | —    | —   | —    |
| 1982 | 58,3 | 31,9 | 4,6        | —   | 3,5 | 0,5  | —      | —      | —   | —   | —   | —    | 0,4 | —    |
| 1986 | 55,8 | 27,5 | 7,5        | —   | 3,8 | 0,6  | —      | —      | —   | —   | 3,0 | —    | 0,7 | —    |
| 1990 | 54,9 | 26,0 | 6,4        | —   | 5,2 | 0,8  | —      | —      | —   | —   | 4,9 | —    | 1,7 | —    |
| 1994 | 52,8 | 30,0 | 6,1        | —   | 2,8 | 1,0  | —      | —      | —   | —   | 3,9 | —    | 2,1 | —    |
| 1998 | 52,9 | 28,7 | 5,7        | —   | 1,7 | 0,7  | —      | —      | —   | —   | 3,6 | 3,7  | 1,8 | —    |
| 2003 | 60,7 | 19,6 | 7,7        | —   | 2,6 | 0,8  | —      | —      | —   | —   | 2,2 | 4,0  | 2,0 | —    |
| 2008 | 43,4 | 18,6 | 9,4        | —   | 8,0 | 1,1  | —      | —      | 1,2 | —   | 1,4 | 10,2 | 2,0 | —    |
| 2013 | 47,7 | 20,6 | 8,6        | —   | 3,3 | 2,1  | —      | —      | 0,6 | —   | 1,0 | 9,0  | 2,0 | —    |
| 2018 | 37,2 | 9,7  | 17,6       | —   | 5,1 | 1,7  | —      | —      | —   | —   | —   | 11,6 | 1,6 | 10,2 |

Fonte (DE)  Wahlergebnisse seit 1946 (PDF) , su Landtag bavarese. URL consultato il 6 giugno 2008.

## Partiti
- AfD: Alternativa per la Germania – Alternative für Deutschland
- BP: Partito Bavarese – Bayernpartei
- CSU: Unione Cristiano-Sociale in Baviera – Christlich Soziale Union Bayerns
- FDP: Partito Democratico Libero – Freie Demokratische Partei
- FW: Indipendenti – Freie Wähler
- GB/BHE: Blocco Tedesco/Lega degli Espulsi e dei Privati dei Diritti – Gesamtdeutscher Block/Block der Heimatvertriebenen und Entrechteten
- B'90/Grüne: Alleanza 90/I Verdi – Bündnis 90/Die Grünen
- KPD: Partito Comunista di Germania – Kommunistische Partei Deutschlands
- NPD: Partito Nazionaldemocratico di Germania – Nationaldemokratische Partei Deutschlands
- ÖDP: Partito Democratico Ecologico – Ökologisch-Demokratische Partei
- REP: I Repubblicani – Die Republikaner
- SPD: Partito Socialdemocratico di Germania – Sozialdemokratische Partei Deutschland
- WAV: Wirtschaftliche Aufbau Vereinigung

## Presidenti
| Presidente        | Partito | Mandato inizio   | Mandato fine     |
| ----------------- | ------- | ---------------- | ---------------- |
| Michael Horlacher | CSU     | 16 dicembre 1946 | 8 febbraio 1950  |
| Georg Stang       | CSU     | 8 febbraio 1950  | 10 maggio 1951   |
| Alois Hundhammer  | CSU     | 19 giugno 1951   | 12 dicembre 1954 |
| Hans Ehard        | CSU     | 13 dicembre 1954 | 26 gennaio 1960  |
| Rudolf Hanauer    | CSU     | 27 gennaio 1960  | 29 ottobre 1978  |
| Franz Heubl       | CSU     | 30 ottobre 1978  | 23 ottobre 1990  |
| Wilhelm Vorndran  | CSU     | 24 ottobre 1990  | 19 ottobre 1994  |
| Johann Böhm       | CSU     | 20 ottobre 1994  | 5 ottobre 2003   |
| Alois Glück       | CSU     | 6 ottobre 2003   | 19 ottobre 2008  |
| Barbara Stamm     | CSU     | 20 ottobre 2008  | 4 novembre 2018  |
| Ilse Aigner       | CSU     | 5 novembre 2018  | in carica        |